# Pyzy
Pyzy – wieś w Polsce położona w województwie podlaskim, w powiecie monieckim, w gminie Mońki.
W latach 1975–1998 miejscowość administracyjnie należała do województwa białostockiego.
Wierni kościoła rzymskokatolickiego należą do parafii św. Agnieszki w Goniądzu.

## Historia
Według spisu ludności z 30 września 1921 Pyzy zamieszkiwało ogółem 71 osób z czego mężczyzn - 27, kobiet - 44. Budynków mieszkalnych było 14.